# ورزشگاه داگاوا (لیپوجا)
ورزشگاه داگاوا (به لاتین: Daugava Stadium) یک ورزشگاه فوتبال در لتونی است که در لیپایا واقع شده‌است.